# ウラジミル・ギースル

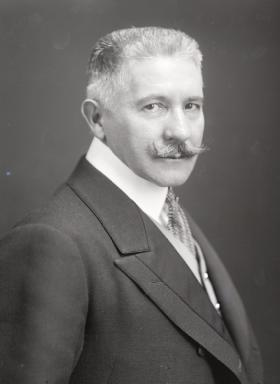

ウラジミル・ギースル・フォン・ギースリンゲン（Wladimir Giesl von Gieslingen, 1860年2月18日 - 1936年4月20日）は、オーストリア＝ハンガリー帝国の軍人。騎兵大将。アルトゥル・ギースル・フォン・ギースリンゲンの弟。
ハンガリー、ヒュンフキルヘン生まれ。1879年、テレジア陸軍士官学校を卒業し、第2軽騎兵連隊に配属。1893年11月から駐イスタンブール、1898年から駐ソフィア駐在武官。1906年11月から駐トルコ・ドイツ軍事全権代表附属駐在武官。1909年12月、駐モンテネグロ、1913年11月、駐セルビア大使に任命。
フランツ・フェルディナント大公暗殺後、セルビア政府に最後通牒を手渡し、回答期限満了後、宣戦布告を表明した。開戦後、大本営に勤務。